# Gunnar Höckert
Gunnar Höckert   (Hèlsinki, 12 de febrer de 1910 - istme de Carèlia, 11 de febrer de 1940) fou atleta finlandès, especialista en curses de fons, que va competir durant la dècada de 1930.
Nascut a Hèlsinki en el si d'una família benestant, Gunnar Höckert només va fer una gran temporada, el 1936. Aquell any va prendre part en els Jocs Olímpics d'Estiu de Berlín, on guanyà la medalla d'or en la cursa dels 5.000 metres del programa d'atletisme. En la final superà a Lauri Lehtinen i Henry Jonsson. Posteriorment, el 16 de setembre a Estocolm, va aconseguir un nou rècord mundial dels 3.000 metres (8'14.8"). Una setmana després, a la mateixa pista, va aconseguir un nou rècord mundial en les 2 milles (8'57.4") i encara una altra setmana més tard va igualar el rècord mundial dels 2.000 metres a Malmö.
La resta de la carrera atlètica d'Höckert es va veure obstaculitzada pel reumatisme, i mai més va assolir els temps aconseguits el 1936. Va lluitar com a voluntari a la Guerra d'Hivern, morint a l'istme de Carèlia un dia abans del seu trentè aniversari.

## Millors marques
- 1.500 metres. 3'55.2" (1936)
- 5.000 metres. 14'22.2 " (1936)[5][1]